# 高桥镇 (桐梓县)
高桥镇，是中华人民共和国贵州省遵义市桐梓县下辖的一个乡镇级行政单位。

## 行政区划
高桥镇下辖以下地区：
鸭塘村、兴隆村、周市村、两河村、青杠村、高桥村、龙爪村、火石村和斋郎村。